# Transkønnethed
Transkønnethed er en betegnelse for personer, der har en kønsidentitet eller et kønsudtryk, der adskiller sig fra deres fødselskøn. Nogle transkønnede, som ønsker medicinsk hjælp til at overgå fra et køn til et andet, identificerer sig som transseksuelle. Transkønnet, ofte forkortet til blot trans, er også et paraplybegreb: Udover at omfatte personer, hvis kønsidentitet er det modsatte af deres fødselskøn (dvs. transmænd og transkvinder), kan det også anvendes om personer, hvis kønsudtryk ikke er eksklusivt maskulint eller feminint (personer, som er ikke-binære eller genderqueer, heriblandt bikønnede, pankønnede, genderfluid og akønnede). Blandt andre definitioner af transkønnet er også at inkludere personer, der tilhører et tredje køn, eller konceptualisere transkønnede som et tredje køn. Begrebet transkønnet kan defineres meget bredt til også at inkludere transvestisme eller ligefrem crossdressing generelt.
At være transkønnet er uafhængigt af seksuel orientering. Transkønnede personer kan identificere sig som heteroseksuelle, homoseksuelle, biseksuelle, aseksuelle eller helt nægte at sætte en betegnelse på deres seksuelle orientering. Begrebet transgender skelnes også fra intersex, da sidstnævnte betegner personer, der er født med fysiske kønskarakteristika "der ikke passer ind i typiske binære forståelser af hankønnede eller hunkønnede kroppe". Det modsatte af transkønnethed er ciskønnethed, der beskriver personer hvis kønsidentitet eller kønsudtryk stemmer overens med deres fødselskøn.
Graden hvortil personer kan føle sig autentiske og tilpas med deres ydre udseende og acceptere deres reelle identitet er blevet kaldt transkønnethedskongruens. Mange transkønnede oplever kønsdysfori, og nogle søger medicinsk behandling såsom hormonterapi, kønsskifteoperation eller psykoterapi. Ikke alle transkønnede ønsker disse behandlinger, og nogle kan slet ikke modtage dem af økonomiske eller medicinske grunde.
På verdensplan oplever mange transkønnede diskrimination på arbejdspladsen og i offentlige rum og sundhedssystemet. Mange steder er transkønnede ikke juridisk beskyttede mod diskrimination.

## Terminologi
Psykiateren John F. Oliven fra Columbia University var den første til at anvende begrebet transgender i sit opslagsværk Sexual Hygiene and Pathology (1965), hvori han skrev at det begreb der tidligere var blevet anvendt, transseksualisme, "er vildledende; faktisk menes 'transkønnethed' (engelsk: transgenderism), da seksualitet ikke er en større faktor i primær transvestisme." Begrebet transgender blev derefter populariseret med forskellige forskellige definitioner fra forskellige transkønnede, transseksuelle og transvistitiske personer, heriblandt Virginia Prince, som anvendte det i december 1969 i månedens udgave af Transvestia, et amerikansk nationalt magasin for crossdressers som hun grundlagde. Ved midten af 1970'erne blev både trans-gender ("transkønnet") og trans people ("transpersoner") anvendt som paraplybegreber, og transgenderist blev brugt til at henvise til personer, der ønskede at leve som det modstillede køn uden brug af kønsskifteoperationer. I 1976 blev transgenderist forkortet TG i oplysningsmaterialer.
I 1984 havde idéen om et "transkønnet fællesskab" udviklet sig, og her blev transkønnet anvendt som et paraplybegreb. I 1985 etablerede Richard Elkins "Trans-Gender Archive" ved Ulster Universitet. I 1992 definerede International Conference on Transgender Law and Employment Policy transkønnethed (engelsk: transgender) som et større paraplybegreb, der inkluderede "transseksuelle, transgenderists, cross dressers" og enhver der er i transition. Leslie Feinberg's pamflet, "Transgender Liberation: A Movement Whose Time has Come", i cirkulation i 1992, identificerede transgender som en betegnelse, som skulle forene alle former for nonkonformitet indenfor køn; på denne måde er transgender blevet synonymt med queer.
Mellem midt-1990'erne og de tidlige 2000'ere var de primære betegnelser under transkønnethedsparaplyen "female to male" (FtM, dansk: hun til han) for mænd, som gennemgik transition fra hunkøn til hankøn, og "male to female" (MtF, dansk: han til hun) for kvinder, som gennemgik transition fra hankøn til hunkøn. Disse betegnelser er siden blevet erstattet af hhv. begreberne "transmand" og "transkvinde", og betegnelserne "transmaskulin" eller "transfeminin" er også begyndt at finde anvendelse. Dette skift i præference fra begreber, der lagde vægt på biologisk køn ("transseksuel" og sidenhen "FtM") til begreber, der lægger vægt på kønsidentitet og udtryk ("transkønnet", "transkvinde") er udtryk for et bredere skifte i forståelsen af transkønnede personers selvfølelse, og den voksende anerkendelse af de, som afviser medicinske indgreb, som værende en del af transkønnedes fællesskab.
Sundhedsfaglige manualer, professionelle journalistiske stilmanualer og LGBT-grupper anbefaler at andre i deres interaktioner med en transkønnet person anvender det navn og de stedord som den pågældende person selv identificerer sig med, heriblandt nutidige henvisninger til transpersonens fortid. Mange bemærker også at transkønnet (engelsk: transgender) bør anvendes som et tillægsord, ikke et navneord (for eksempel, "Max er transkønnet" eller "Max er en transkønnet mand", ikke "Max er en transkønnet"). På engelsk anbefales ligeledes at man betegner folk som transgender og ikke transgendered.
Transkønnethed står generelt i kontrast til ciskønnethed, hvilket betegner personer, hvis følelse af personlig identitet stemmer overens med det køn de blev tildelt ved fødslen – dvs. personer, som hverken er transkønnede eller ikke-binære/genderqueer.
Præfikserne trans- og cis- stammer fra latin, og betyder oprindeligt hhv. "på den anden side af" og "på denne side af".

### Transseksualitet og dets forhold til transkønnethed
Den tyske sexolog Magnus Hirschfeld introducerede i 1923 betegnelsen Transsexualismus, som David Oliver Cauldwell i 1949 oversatte til det engelske transsexual, hvilket efterfølgende blev populariseret af Harry Benjamin i 1966, omkring den samme tid som ordet transgender vandt indpas. Siden 1990'erne er transsexual (normalt oversat til transseksuel og transseksualitet på dansk) generelt blevet anvendt til at beskrive en undergruppe af transkønnede personer, som ønsker at overgå permanent til det køn, som de identificerer sig med, og som søger medicinsk hjælp (eksempelvis kønsskifteoperationer) til at opnå dette.
Skelnen mellem transkønnet/transgender og transseksuel/transsexual baseres ofte på skelnen mellem socialt og biologisk køn, hvor førstnævnte på engelsk betegnes gender og sidstnævnte sex.  På denne måde kan transseksualitet siges primært at omhandle de fysiske aspekter af en persons biologiske køn, mens transkønnethedsrelaterede overvejelser primært omhandler ens psykologiske og sociale kønsdisposition eller prædisposition såvel som de relaterede samfundsmæssige forventninger, der kan følge med en given kønsrolle. Mange transkønnede personer afviser at betegne sig selv som transseksuelle. Christine Jorgensen afviste offentligt ordet transsexual i 1979 og identificerede sig i stedet i nyhedsartikler som trans-gender, og skrev "køn (engelsk: gender) har ikke noget at gøre med sengepartnere, det har at gøre med identitet." Dette henviser til en bekymring om at ordet transseksualitet antyder at der er tale om seksualitet, i stedet for om kønsidentitet. Nogle transseksuelle personer ønsker omvendt ikke at transseksuelle bliver inkluderet under paraplybetegnelsen transkønnethed.
I sin bog Transgender, an Ethnography of a Category (2007) beskriver antropologen David Valentine at ordet "transkønnet" (engelsk: transgender) blev opfundet og anvendt af aktivister til at inkludere mange personer, der ikke nødvendigvis selv identificerer sig med begrebet, og skriver ydermere at personer, som ikke identificerer sig som transkønnede ikke bør inkluderes i transkønnethedsspektrummet. Leslie Feinberg har ligeledes udtalt at "transkønnet" (engelsk: transgender) ikke er et selvidentificerende begreb (for nogle personer) men derimod en kategori, man bliver pålagt af iagttagere for at kunne forstå andre mennesker. Transgender Health Program (THP) ved Fenway Health i Boston i USA skriver at der ikke findes nogen universelt-accepterede definitioner, og at terminologiforvirringen er udbredt fordi flere af de begreber, der var populære ved århundredeskiftet nu anses som værende anstødelige. THP anbefaler at læger spørger deres klienter hvilken terminologi de foretrækker, og undgår begrebet "transseksuel" medmindre de er sikre på at en klient er komfortabel med det.
Harry Benjamin opfandt et klassifikationssystem for transseksuelle og transvestiter kaldet Sex Orientation Scale (SOS), hvori han tildelte transseksuelle og transvestiter en af seks kategorier baseret på deres grund til at crossdresse, og hvor påtrængende nødvendigt (hvis overhovedet) de fandt deres behov for kønsskifteoperationer. Benjamin mente at en "sand transseksuel" ved moderat intensitet hverken behøvede østrogen eller testosteron som en erstatning for, eller før, kirurgiske indgreb.

### Andre kategorier

#### Ikke-binær, heriblandt androgyn og bikønnet
Genderqueer eller ikke-binære kønsidentiteter er ikke specifikt maskuline eller feminine. De kan være akønnede, androgyne, bikønnede, pankønnede eller genderfluid, og eksistere udenfor normal cisnormativitet. "Bikønnet" og "androgyn" er overlappende kategorier; bikønnede individer kan identificere sig som vekslende mellem maskuline og feminine roller (genderfluid) eller som værende både maskuline og feminine på samme tid (androgyne), og androgyne personer kan ligeledes identificere sig som værende kønsløse (postkønnede eller akønnede), mellem køn (interkønnede), vekslende mellem kønnene (genderfluid) eller på samme tid udvise flere køn (pankønnede). "Androgyn" anvendes også somme tider som et medicinsk synonym for en intersex-person.

#### Transvestit og crossdresser
En transvestit er en person, som crossdresser, dvs. regelmæssigt klæder sig i tøj der typisk associeres med det modsatte køn af det de blev tildelt ved fødslen. Begrebet "transvestit" anvendes ofte som synonym for ordet "crossdresser", selvom "crossdresser" generelt foretrækkes. Begrebet "crossdresser" defineres ikke præcist i relevant litteratur. Michael A. Gilbert, professor ved Department of Philosophy på York University i Toronto, Canada, giver denne definition: "[En crossdresser] er en person, som har en tilsyneladende kønsidentifikation med et køn (engelsk: sex), og som er og med sikkerhed er blevet fødselsdesigneret som tilhørende [det] køn, men som bærer det modsatte køns tøj, fordi det er det modsatte køns tøj." Denne definition ekskluderer personer "som bærer det modsatte køns tøj af andre grunde," såsom "de kvindeefterlignere som kun ser på beklædning som forbundet til deres levebrød, skuespillere der påtager sig roller, individuelle mænd og kvinder (engelsk: males and females) som nyder et maskebal, osv. Disse individer crossdresser, men er ikke crossdressers." Crossdressers identificerer sig ikke nødvendigvis med det modsatte køn, eller ønsker at være det eller antage dets adfærd eller skikke, og ønsker generelt ikke at ændre deres kroppe medicinsk eller kirurgisk. Størstedelen af alle crossdressers identificerer sig som heteroseksuelle.
Begrebet "transvestit" og det associerede ord "transvestisme" er konceptuelt anderledes end begrebet transvestitisk fetichisme, da sidstnævnte henviser til personer, der af og til anvender det modsatte køns tøj af fetichistiske årsager. I medicinsk terminologi differentieres transvestitisk fetichisme fra crossdressing ved brug af de separate koder 302.3 i Diagnostic and Statistical Manual of Mental Disorders (DSM) og F65.1 i ICD.

## Transition
Transition er betegnelsen for den proces, som nogle transkønnede gennemgår, hvor de forsøger at blive accepteret som, opfattet som eller fremstå mere i overensstemmelse med de forventninger, samfundet eller de selv har til medlemmer af deres køn. Dette kan involvere juridiske tiltag som (juridisk) kønsskifte, navneændring og/eller at få et kryds i passet, administration af hormontilskud og/eller antihormon med det formål at ændre på temperament og/eller at opnå eller forhindre udvikling af sekundære kønstræk, kirurgiske indgreb som kønskorrigerende operation, brystimplantater eller fjernelse af brystvæv, eller udskiftning af tøj, frisure, smykker, makeup-vaner, brug af specialiseret tøj som binders og packers, mm. for at opnå en bestemt fremtoning. Det er ikke alle transkønnede, hvis transition indebærer alle disse ting, og nogle transkønnede gennemgår intet af ovenstående men nøjes med at forklare deres omgangskreds, hvilket køn de har, selvom deres navn eller udseende ikke stemmer overens med normerne for dette køn.[kilde mangler]

### Juridisk kønsskifte
I mange lande bliver indbyggerne ved registrering tildelt status som enten juridisk mand eller juridisk kvinde enten i landets personregister eller i kraft af en fødselsattest. Juridisk kønsskifte er den process, man gennemgår, når man ændrer status fra juridisk mand til juridisk kvinde eller omvendt. I nogle lande er det også muligt at få tildelt et helt tredje juridisk køn. I de fleste lande er det ikke muligt at få juridisk kønsskifte overhovedet, og i nogle lande kan det kun opnås med godkendelse fra en læge eller psykiater. Der kræves nogle steder forudgående kirurgiske indgreb som sterilisation, kastration eller kønskorrigerende operation, mens man Argentina og Danmark kan opnå juridisk kønsskifte uden andre krav en skriftlig bekræftelse fra personen selv, såfremt denne er myndig.

## Transkønnedes rettigheder og politiske bevægelser i Danmark

### Jura
Man kan i dag søge hos Det Centrale Personregister om at få ændret sit personnummer, såfremt man mener, at ens biologiske køn ikke stemmer overens med det køn, man føler, at man har. Der kræves blot, at man underskriver en erklæring om, at man ønsker det juridiske kønsskifte og efter en 6 måneders venteperiode bekræfter, at man stadigvæk ønsker det. Det er også et krav, at man er fyldt 18 år ved ansøgningstidspunktet.
Et juridisk kønsskifte påvirker bl.a. hvilke fornavne, man efter navneloven kan tage og kan derfor være nødvendigt for nogle transkønnede, førend de kan få deres ønskede navn godkendt juridisk. Der kan dog også gives dispensation for navneloven af Sexologisk Klinik ved Psykiatrisk Center København, hvis personen er transkønnet med diagnosen transseksualisme eller en tilstand, der kan ligestilles dermed, men dette kræver en langvarig og ofte uønsket udredning, der ofte er længere end venteperioden ved juridisk kønsskifte.
Den 11. juni 2014 blev L 182 – Forslag til lov om ændring af lov om Det Centrale Personregister vedtaget af Folketinget, hvor Socialdemokratiet, Det Radikale Venstre, Socialistisk Folkeparti og Enhedslisten stemte for. Da loven den 1. september 2014 trådte i kraft, blev juridisk kønsskifte i Danmark mere tilgængeligt end før. Før den nye lov trådte i kraft 1. september 2014, blev det for at opnå juridisk kønsskifte i Danmark krævet, at den transkønnede havde fået stillet diagnosen transseksualisme, og at denne desuden som minimum havde gennemgået kastration eller kønskorrigerende operation. Loven har gjort, at man efter en venteperiode på 6 måneder kan få sit CPR-nummer ændret, således at man bliver betragtet juridisk som det køn, det sidste ciffer i CPR-nummeret afspejler. Der findes indtil videre kun to juridiske køn i Danmark: Mand og Kvinde – i modsætning til i f.eks. Thailand, hvor man også kan blive anerkendt juridisk som tilhørende det tredje køn.

### Medicinske tilbud
Rammerne for behandling i Danmark er beskrevet af Sundhedsstyrelsen i ”Vejledning om sundhedsfaglig hjælp ved kønsidentitetsforhold”.

### Til kamp for informeret samtykke
I september 2014 opstod et politisk initiativ kaldet Til kamp for informeret samtykke som reaktion på et udkast fra Sundhedsstyrelsen til stramninger på transkønnedes medicinske behandlingsmuligheder. Indflydelse fra Sundhedsstyrelsen gjorde bl.a., at gynækologen Peter Bagger, som i 20 år havde behandlet transkønnede, sagde farvel og tak til sine transkønnede patienter, og dette har formentligt været en af de begivenheder, der har sat skub i initiativet. Initiativets indflydelse blev alvor, da et cirkulære med opbakning fra Transpolitisk Front, LGBT Danmark, LGBT Ungdom, Stop Overformynderiet af Transkønnede, Transpolitisk Forum, Stop Had, Øjne i Natten og Queer gruppen i Internationalt Forum blev delt på en række nyhedssider og opfordrede til deltagelse i en underskriftsindsamling imod Sundhedsstyrelsens kommende vejledning og for en behandlingsmodel, der bygger på informeret samtykke – en model, hvor det kun er den transkønnede selv, der afgør, om denne er transkønnet eller ej, og hvor behandling forudsætter, at denne har fået viden om og overblik over behandlingens konsekvenser men uden at forudsætte en psykiaters erklæring derudover.
Udkastet fra sundhedsstyrelsen skulle senere trods bred kritik, underskriftindsamlingen, og en demonstration på Christiansborg Slotsplads blive til den endelige Vejledning om udredning og behandling af transkønnede, offentliggjort den 23. december 2014 og senere gjort offentligt tilgængelig på Retsinformation den 7. januar 2015. Sammen med kritikken af Sundhedsstyrelsens udkast og endelige udgave af vejledningen følger også en mangeårig kritik af den Sexologiske Klinik ved Psykiatrisk Center København, som transkønnede under den nye vejledning tvinges til at lade sig udredes psykiatrisk hos og blive godkendt af, inden de kan komme i hormonbehandling eller modtage andre medicinske indgreb.
Udover cirkulæret, underskriftsindsamlingen, demonstrationen på Christiansborg Slotsplads den 23. oktober 2014 og diverse medieoptrædener har initiativet også affødt en kampagne kaldet Post til ministeren – Min krop mit valg, hvor støtter af projektet opfordres til at tage et billede af sig selv sammen med teksten "Min krop mit valg" eller "Til Kamp for Informeret Samtykke" og sende det til sundhedsministeren.

### Sygdomsklassifikation
Diagnosen der kan gives til personer, der i psykiatrien vurderes til at være transkønnede, er transseksualisme. Selvom der i den i skrivende stund gældende vejledning om udredning og behandling af transkønnede står, at diagnosen ikke er udtryk for en somatisk eller psykiatrisk sygdomstilstand, er diagnosen (DF64.0) klassificeret under Kap. V: Psykiske lidelser og adfærdsmæssige forstyrrelser. I vejledningen bliver den desuden omtalt som diagnosen transseksualitet, men navnet på diagnosen er i klassifikationssystemet fortsat transseksualisme. Diagnosen Kønsidentitetsforstyrrelse UNS (DF64.9) gives også ved den psykiatriske udredning af transkønnede.
Et beslutningsforslag om at fjerne transseksualisme fra sygdomslisten blev i Folketinget fremsat i april 2013 og i februar 2015. Sidstnævnte resulterede i et løfte fra Sundheds- og Ældreministeren samt en beretning fra Folketingets Sundheds- og Ældreudvalg om, at diagnosen transseksualisme vil blive flyttet fra afsnittet med psykiske sygdomme til et "ikke-stigmatiserende" afsnit i den danske sygdomsklassifikation ved starten af 2017, såfremt WHO ikke allerede har gjort dette i deres klassifikation til den tid. Transkønnede kommentatorer og rettighedsforkæmpere har kaldt dette symbolpolitik, som ikke forbedrer transkønnedes vilkår, medmindre den følges op af krav om reform i sundhedsvæsenets tilgang til udredning og behandling af transkønnede.
Hvorvidt diagnoseplaceringens ændring har en reel effekt på de transkønnedes stigmatisering er endnu ikke bevist. Ifølge direktøren for Sundhedsstyrelsen og speciallæge i gynækologi, Søren Brostrøm, er det dog ikke diagnoseplaceringen som beskriver i hvilken grad der er tale om en lidelse, men rettere lægehjælpens beskrivelse af diagnosen.

### Økonomi
Trods transkønnedes forbedrede rettigheder og den relaterede sygdoms frigørelse fra listen over psykiske lidelser, bliver disses udredning samt behandling tilstadighed økonomisk støttet af den danske stat. Støttepuljen for dette udgør fra 2016 3,3 millioner kroner årligt.

### Transkønnede børn og unge
Transkønnede børn og unge identificerer sig ikke med det køn, som de blev tildelt ved fødslen. En transdreng identificerer sig som dreng men blev tildelt et feminint køn ved fødslen. En transpige identificerer sig som pige men blev tildelt et maskulint køn ved fødslen. I Danmark er det eneste tilbud til transkønnede børn og unge på Sexologisk Klinik, der siden 2012 har haft monopol på behandlingen af transkønnede.
Tilbuddet til børn og unge blev oprettet i januar 2016. Der forventes at være 120-130 børn og unge om året, der henvender sig til Sexologisk Klinik.

#### Muligheder for hormoner
Siden januar 2016 har det været muligt for transkønnede børn og unge at få stophormoner, der kan udskyde puberteten, samt krydshormoner.

##### Stop-hormoner
Børn og unge kan få pubertetsbremsende medicin ("stop-hormon"), hvis puberteten er indledt (fra Tanner stadie 2). Metoden er velkendt gennem flere årtier til behandling af for tidlig pubertet hos børn og tåles overordnet set godt. Stophormonet sætter puberteten på pause. Hvis behandlingen standses, kan kroppen vende tilbage til pubertetens oprindelige udvikling. De fysiske tegn på pubertet (vækst af testikler, vækst af bryster) udvikles ikke yderligere, og vækstspurten standses. Hos unge, som henvender sig i 15-17 årsalderen, er puberteten ofte allerede overstået, og her ses ingen effekt på højden og kun små fysiske effekter, hvis overhovedet.

##### Krydshormoner
Det er muligt for unge at blive behandlet med krydshormoner, dvs. østrogen til transpiger og testosteron til transdrenge. Behandling af krydshormoner kan kun ske efter en grundig udredning og vurdering af den unge samt efter en periode med behandling af stop-hormoner, hvor effekten er vurderet. Krydshormonbehandling er velkendt og velafprøvet gennem årtier hos unge med forsinket pubertet mm. Hos unge, som endnu ikke har gennemgået en fuld pubertet, trappes behandlingen gradvist op til voksendosis for at fremme en harmonisk fysisk og psykisk modning. Hos unge med fuld pubertetsudvikling og afsluttet vækst kan dosis tilpasses voksne forhold fra starten. Hvis dosis svarer til almindelig hormonerstatning er risiko for bivirkninger på kort og lang sigt beskeden. Da hormonniveauerne er meget forskellige mellem raske individer, laves løbende kontrol af lever- og nyretal, vitaminer, mineraler, sukker, blodtryk mv.. Desuden spørges til psykiske bivirkninger og rådgives om sund livsstil. De fysiske ændringer af denne påvirkning er ikke reversible ved ophør. Mange års krydshormonbehandling kan muligvis skade fertiliteten.

##### Processen
Transkønnede børn og unge skal visiteres af egen læge til Sexologisk Klinik. Der skal man have 5 samtaler, hvorefter man sendes videre til Bispebjerg Hospital, der er en afdeling under Børne-Unge-psykiatrien i Region Hovedstaden. På Bispebjerg skal børn og unge have foretaget intelligenstest, fremvise en skoleudtalelse, udfylde spørgeskemaer og udredes for en række psykiatriske diagnoser (skizofreni, autisme m.v.). Der er ikke sammenhæng mellem diagnoserne og transkønnethed. Sideløbende med udredningen på Bispebjerg skal man fortsat deltage i samtaler på Sexologisk Klinik. Efter Bispebjergs udredning drøftes den enkeltes sag på en fælles konference for Sexologisk Klinik og Bispebjerg. Hvis barnet/den unge godkendes på konferencen, så gives hormonerne hos "Vækst og Reproduktionen".
Unge skal have været tilknyttet Sexologisk Klinik mindst 1 år for at få hormoner.
Processen i forhold til stop-hormoner kan også tage over 1 år på grund af:
- ventetid til at komme i gang på Sexologisk Klinik, hvor samtale-forløbet kan tage tid
- ventetid til at komme videre til Bispebjerg, hvor udredningen kan tage tid
- konferencer kan blive aflyst pga. sygdom, eller måske har Bispebjerg alligevel ikke alle oplysninger, så må man vente en måned til næste konference
- ventetid til Vækst og Reproduktion.

Der opleves mangel på forståelse for, hvor vigtigt det er med en hurtig udredning, fordi børn og unges kroppe udvikler sig hurtigt, og fordi puberteten giver irreversible ændringer.[kilde mangler]

###### Skolefravær - særligt for unge i provinsen
Samtalerne på Sexologisk Klinik og Bispebjerg medfører, at transkønnede børn og unge får fravær i forhold til skole og uddannelse. Det gælder i særdeleshed for børn og unge i provinsen, da Sexologisk Klinik er det eneste tilbud i landet. For børn og unge i provinsen tager hver samtale en skole- eller arbejdsdag. En proces med ca. 1 samtale om måneden i 1 år giver således 12 fraværsdage. Det kan være problematisk for unge på en ungdomsuddannelse.

#### Juridisk kønsskifte
I Norge er det muligt for børn fra 6 år at foretage et juridisk kønsskifte. Det er ikke muligt i Danmark for børn og unge under 18 år. Det betyder, at børn og unge officielt stadig har det køn, som de ikke identificerer sig med. Det bliver børnene konfronteret med fx i lufthavnen, hvor deres pas angiver et køn, der ikke svarer til deres udseende.

#### Navneskifte
Det kan være af stor betydning for transkønnede børn og unge at have et navn, der svarer til deres kønsidentitet. Da de godkendte navne hænger sammen med det juridiske køn (som man skal være over 18 år for at ændre), kan man ikke vælge et navn, der svarer til det køn, man identificerer sig med. Men der er mulighed for at finde et navn, der er kønsneutralt eller et uni-sexnavn.

#### Foreninger og organisationer
Der er oprettet en forening til støtte for transkønnede børn. Foreningen arbejder for at forbedre vilkårene for transkønnede børn og unge og arrangerer bl.a netværksmøder.

## Kendte transpersoner

### Danske
- Noah Skaalum Jørgensen Vinder af x-factor 2011
- Lili Elbe | En af de første transkønnede kvinder der fik foretaget kønskorrigerende operation

### Udlandet
- Bailey Jay
- Chelsea Manning
- Janet Mock
- Lana og Lilly Wachowski
- Laverne Cox
- Caitlyn Jenner
- Anohni
- Chaz Bono
- Mina Caputo
- Caroline Cossey
- Petra De Sutter
- Heliogabalus

### Fodnoter
1. ↑    - I april 1970 udgav TV Guide en artikel, som henviste til en post-operativ transseksuel filmfigur som "transkønnet" (engelsk: transgendered). ("Sunday Highlights". TV Guide. 26. april 1970. Arkiveret fra originalen 4. juni 2012. Hentet 28. maj 2012. [R]aquel Welch (left), moviedom's sex queen soon to be seen as the heroine/hero of Gore Vidal's transgendered "Myra Breckinridge"...)
  - 1974-udgaven af Clinical Sexuality: A Manual for the Physician and the Professions blev transgender anvendt som et paraplybegreb og konferencerapporten fra "National TV.TS Conference" i 1974 i Leeds, West Yorkshire i Storbritannien anvendte "trans-gender" og "trans-people" som paraplybegreber.(Oliven, John F. (1974). Clinical sexuality: A Manual for the Physician and the Professions (3rd udgave). University of Michigan: Lippincott. s. 110, 484-487. ISBN 978-0-397-50329-2. Arkiveret fra originalen 2015-12-05. "Transgender deviance" p 110, "Transgender research" p 484, "transgender deviates" p 485, Transvestites not welcome at "Transgender Center" p 487), (2006). The Transgender Phenomenon (Elkins, Richard; King, Dave (2006). The Transgender Phenomenon. Sage. s. 13. ISBN 978-0-7619-7163-4. Arkiveret fra originalen 2015-09-26.)
  - A Practical Handbook of Psychiatry (1974) beskriver dog "transkønnethedskirurgi" (engelsk: transgender surgery) med bemærkningen: "Transvestitten søger sjældent transkønnethedskirurgi, siden kernen i hans perversion er et forsøg på at realisere fantasien om en fallisk kvinde."(Novello, Joseph R. (1974). A Practical Handbook of Psychiatry (digitized August 2008 udgave). University of Michigan: C. C. Thomas. s. 176. ISBN 978-0-398-02868-8. Arkiveret fra originalen 2015-09-19.)
2. ↑  The recurring concern that transsexual implies sexuality stems from the tendency of many informal speakers to ignore the sex and gender distinction and use gender for any male/female difference and sex for sexual activity. (Liberman, Mark. "Single-X Education". Language Log. Arkiveret fra originalen 15. april 2012. Hentet 28. juni 2012.)